# Marika Adam
Marika Adam (* 13. März 1954 in Wegberg) ist eine deutsch-österreichische Schauspielerin und Theaterregisseurin.

## Leben
Adam studierte Schauspiel am Max-Reinhardt-Seminar, der Wiener Akademie für Musik und Darstellende Kunst, sowie bei Susi Nicoletti, Samy Molcho und Otto Schenk. Weiterhin besuchte sie die Tanzakademie Köln und war zwischen 1976 und 1983 Schauspielerin und Sängerin am Burgtheater.
Es folgten Engagements am Theater an der Wien 1983–1984, am Deutschen Theater München 1984, Theater in der Josefstadt 1984 bis 1998 und in Nürnberg, Düsseldorf, Bonn und St. Gallen.
Adam trat neben ihren Theaterengagements auch vereinzelt in Fernseh- und Filmproduktionen in Nebenrollen auf. Daneben wirkte sie bei Hörspielaufnahmen und Erzählungen für den ORF, BR und HR mit.
Adam unterrichtet Schauspiel und Sprechtechnik am Vienna Konservatorium und am Prayner Konservatorium wo sie auch Regie führt.

## Filmografie
- 1977: Edwards Film
- 1985: Derrick – Lange Nacht für Derrick
- 1991: Malina
- 1996: Ein fast perfekter Seitensprung
- 2001: Forsthaus Falkenau – Skandal